# Heterodermia neglecta
Heterodermia neglecta är en lavart som beskrevs av Lendemer, R. C. Harris & E. Tripp. Heterodermia neglecta ingår i släktet Heterodermia och familjen Physciaceae.   Inga underarter finns listade i Catalogue of Life.